# Erich Höhne

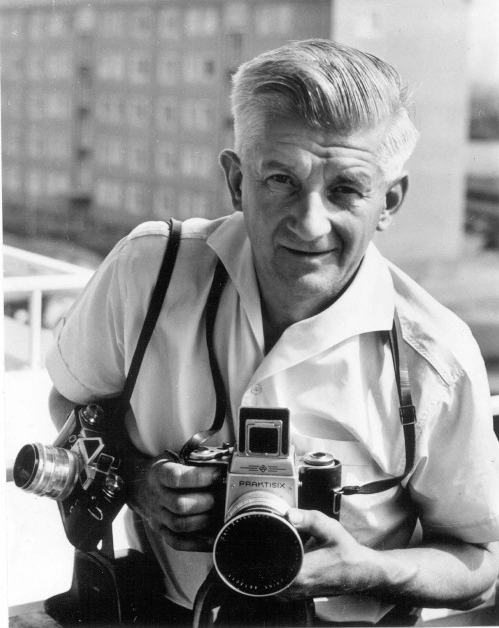
Erich Höhne, porträtiert von Erich Pohl um 1970

Erich Höhne (* 8. März 1912 in Dresden; † 17. Januar 1999 ebenda) war ein deutscher Fotograf. Höhne zählt mit seinem Werk zu den wichtigsten Dokumentaristen des zerstörten Dresden.

## Leben
Im Dresdner Hechtviertel als Sohn des Eisenformers und SPD-Funktionärs Ernst Max Höhne und der Kartonagearbeiterin Anna geboren, besuchte Erich Höhne von 1918 bis 1926 die Volksschule in Dresden. Bereits als Kind fotografierte er mit einer selbstgebauten Kamera. 1924 trat er der Arbeitersportbewegung bei und wurde Jugendleiter. Zwischen 1926 und 1930 absolvierte Höhne eine Ausbildung zum Feinmechaniker bei den Zeiss-Ikon-Werken in Dresden, wo er bis 1945 als Feinmechaniker, Technischer Laborant und Laboringenieur tätig war. 1939 entging er der Einberufung zur Wehrmacht, da er unabkömmlich gestellt war, um Kameras in Jagdflieger einzubauen.
Nach der Kapitulation der Wehrmacht erhielt Erich Höhne eine Fotografiererlaubnis; mit einer Contax-Kleinbildkamera entstand im Auftrag der sächsischen Landesregierung eine Bildserie über Dresdner Umsiedlerlager.
Zwischen 1945 und 1968 arbeitete er als freiberuflicher Fotojournalist in Dresden und dokumentierte insbesondere den Wiederaufbau Dresdens. Nach 1946 erweiterte der Amateurfotograf seine Kenntnisse durch den Besuch eines Meisterkurses des Fotografenhandwerks und vermittelte sie dann als Leiter von Fotozirkeln weiter. Nach dem Tod seines Partners Erich Pohl 1968 betrieb er den Bilderdienst mit seiner Frau.
Seit 1963 war Höhne Mitglied im Verband der Journalisten der DDR. Er erhielt den Ehrenpreis des Kulturbunds für Fotografen.
Höhne wurde auf dem Heidefriedhof beigesetzt.

## Werk
Bis 1940 publizierte Erich Höhne Idyllen und Heimatbilder, sein Vorkriegsschaffen ging allerdings bei der Zerstörung Dresdens verloren. Nach 1945 erschienen bekannte Bildbände, meist Dokumentarbücher über Geschichte oder Politiker. Zusammen mit Erich Pohl galt er als Dokumentarist der ersten Stunde. Er erhielt mehrere DDR-Medaillen und Auszeichnungen des In- und Auslandes, u. a. die Ehrennadel für Fotografie in Silber und den Martin-Andersen-Nexö-Kunstpreis der Stadt Dresden.
Im Jahr 1992 erwarb die Abteilung Deutsche Fotothek der SLUB Dresden das Pressearchiv Höhne/Pohl. Mit der Digitalisierung ist jetzt ein Bildbestand online recherchierbar, der etwa 260.000 Kleinbild- und 100.000 Mittelformatnegative, über 3000 Farbdias und zahlreiche Positive umfasst. Es ist das umfangreichste, vollständig erworbene Bildarchiv der Fotothek.
1995 fand er bei der Auflösung seines privaten Fotoarchivs den Film Zusammenlegung der letzten Juden in Dresden in das Lager am Hellerberg am 23./24. Nov. 1942 von der Errichtung des Judenlagers Hellerberg.

## Ausstellungen (Auswahl)
- Dresden, II. Deutsche Kunstausstellung, Sonderschau Dresdner Bildjournalisten, September/Oktober 1949
- Dresden, Museum für Geschichte der Stadt: Ausstellung zum 70. Geburtstag von Walter Ulbricht (mit großer Fotoschau von Höhne/Pohl), 1963
- Berlin, Altes Museum: Alltag und Epoche. Werke bildender Kunst der DDR aus fünfunddreißig Jahren, 1984:
- Berlin, Nationalgalerie: Auf gemeinsamen Wegen. Kunstausstellung zum 40. Jahrestag der Befreiung, 1985:
- Leipzig, Gesellschaft für Fotografie im Kulturbund der DDR: Frühe Bilder – Eine Ausstellung zur Geschichte der Fotografie in der DDR 8. November bis 15. Dezember 1985

### Postum
- Dresden, Deutsches Hygiene-Museum: Mythos Dresden. Eine kulturhistorische Revue. 8. April bis 31. Dezember 2006
- Dresden, Kupferstich-Kabinett, Staatliche Kunstsammlungen Dresden: Mensch! Photographien aus Dresdner Sammlungen. 17. Juni bis 18. August 2006
- Dresden, Ausstellung im öffentlichen Raum: Spurensuche: Ost. Orte Zeugnisse Blicke. 20. Juli bis 31. Oktober 2006